# Lou Grant
Lou Grant es una serie de televisión estadounidense, emitida por la cadena CBS entre 1977 y 1982. Se trata de un spin-off de la comedia The Mary Tyler Moore Show.

## Argumento
Tras su despido de la cadena de televisión para la que trabajaba, el periodista Lou Grant (Ed Asner) asume la oferta de ser editor del diario Los Angeles Tribune. Allí compartirá responsabilidades con los reporteros Joe Rossi y Billie Newman.
El resto del elenco principal incluye a Robert Walden y Linda Kelsey (quienes interpretaron a los reporteros Joe Rossi y Billie Newman), el jefe de redacción Charles Hume, el ayudante de edición Jack Bannon, el fotógrafo Dennis Price ("Animal"), y Nancy Marchand, directora del periódico.
Los episodios a menudo se construían sobre la premisa de Lou encargando a Rossi y Billie la cobertura de noticias, y en el desarrollo del episodio surgían elementos que revelan los problemas de las personas concernidas por las historias, así como las frustraciones y desafíos a los periodistas con experiencia para obtener las historias. Los periodistas más jóvenes acuden con frecuencia a Lou para orientación y tutelaje sobre algunas de las difíciles cuestiones y dilemas morales que se plantean en el desarrollo de su trabajo. La serie frecuentemente abordó temas de especial sensibilidad social, como la proliferación nuclear, las enfermedades mentales, la prostitución, los derechos de los homosexuales, el maltrato infantil y la contaminación química, además de mostrar cómo se realiza la cobertura de noticias de todo tipo, incluyendo sucesos tales como incendios, terremotos y accidentes. La serie también abordó cuestiones éticas de periodismo, como el plagio, el pago de exclusivas, la cobertura de las fuentes, etc.

## La serie en España

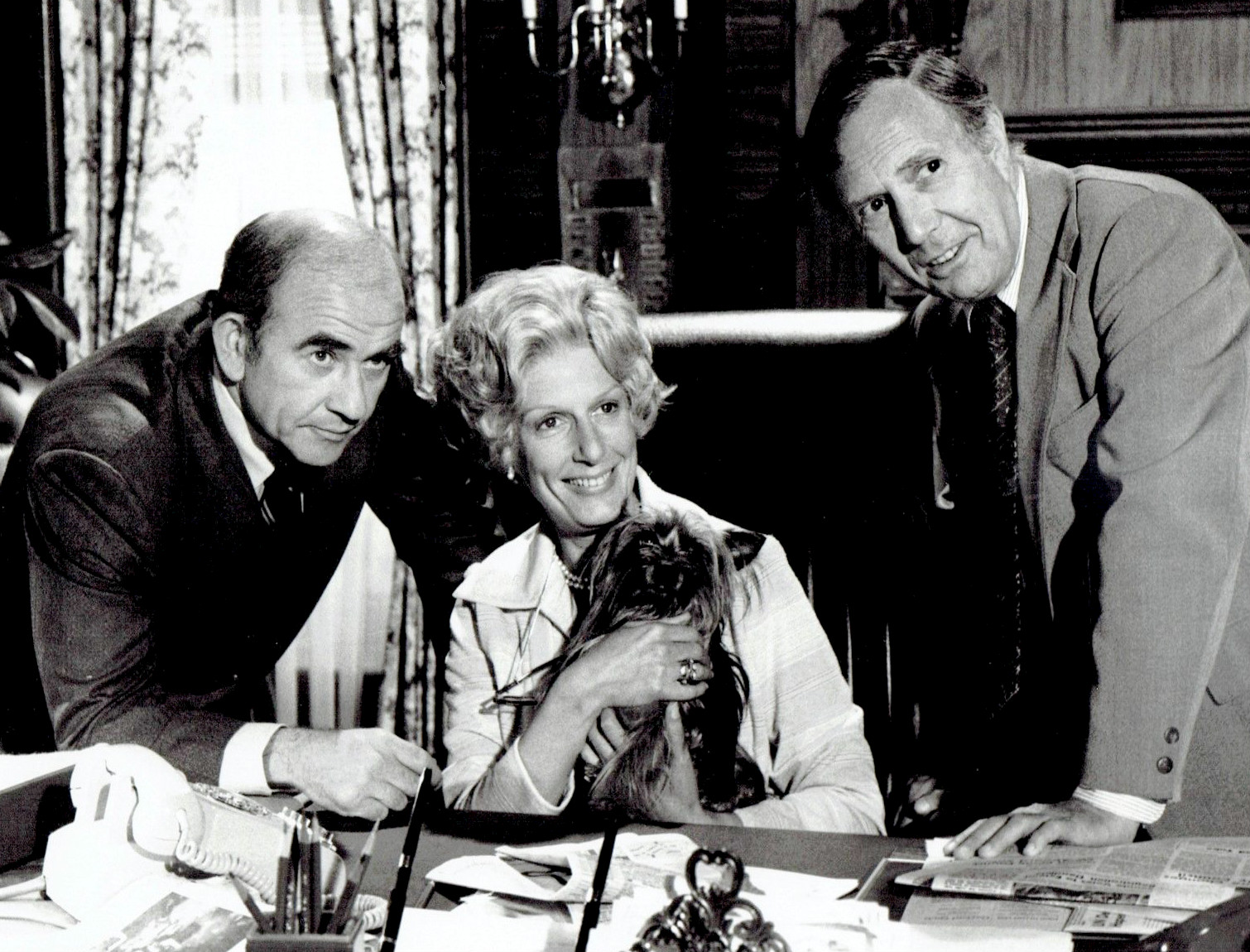
Ed Asner, Nancy Marchand y Mason Adams, 1977

En España la serie fue emitida por La 2 de Televisión Española entre 1980 y 1982 (después, por Antena 3). Los actores de doblaje que pusieron sus voces a los personajes principales fueron Jesús Nieto (Lou Grant), Delia Luna, Juan Carlos Ordóñez, Ricardo Tundidor, Rafael de Penagos, Juan Antonio Castro y Pilar Gentil.